# 小行星2240
小行星2240（2240 Tsai），臨時編號1978 YA，是一顆位於小行星帶的小行星。由哈佛大學天文台於1978年12月30日發現。
1980年美籍華人天文學家邵正元為了感謝時任圓山天文台台長的台灣知名天文學家蔡章獻對他在天文上的啟蒙和表彰他對台灣天文教育推廣的貢獻而命名為「蔡」（Tsai）。這是第一顆以台灣人命名的小行星。